# Дуб 150-річний
Дуб 150-річний — ботанічна пам'ятка природи місцевого значення. Об'єкт розташований на території Токмацького району Запорізької області, місто Молочанськ.
Площа — 0,03 га, статус отриманий у 1972 році.